# Чаопхрая

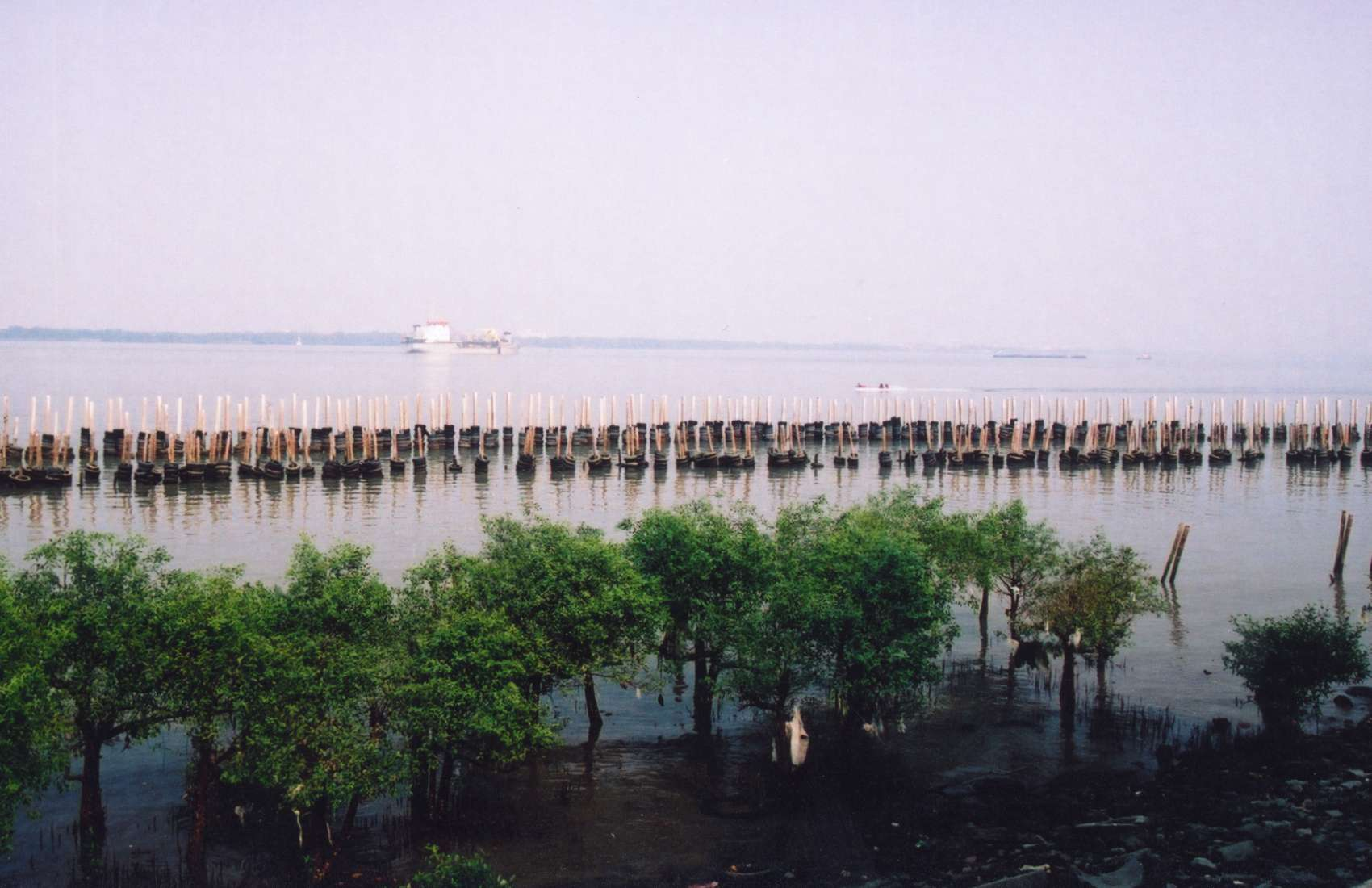

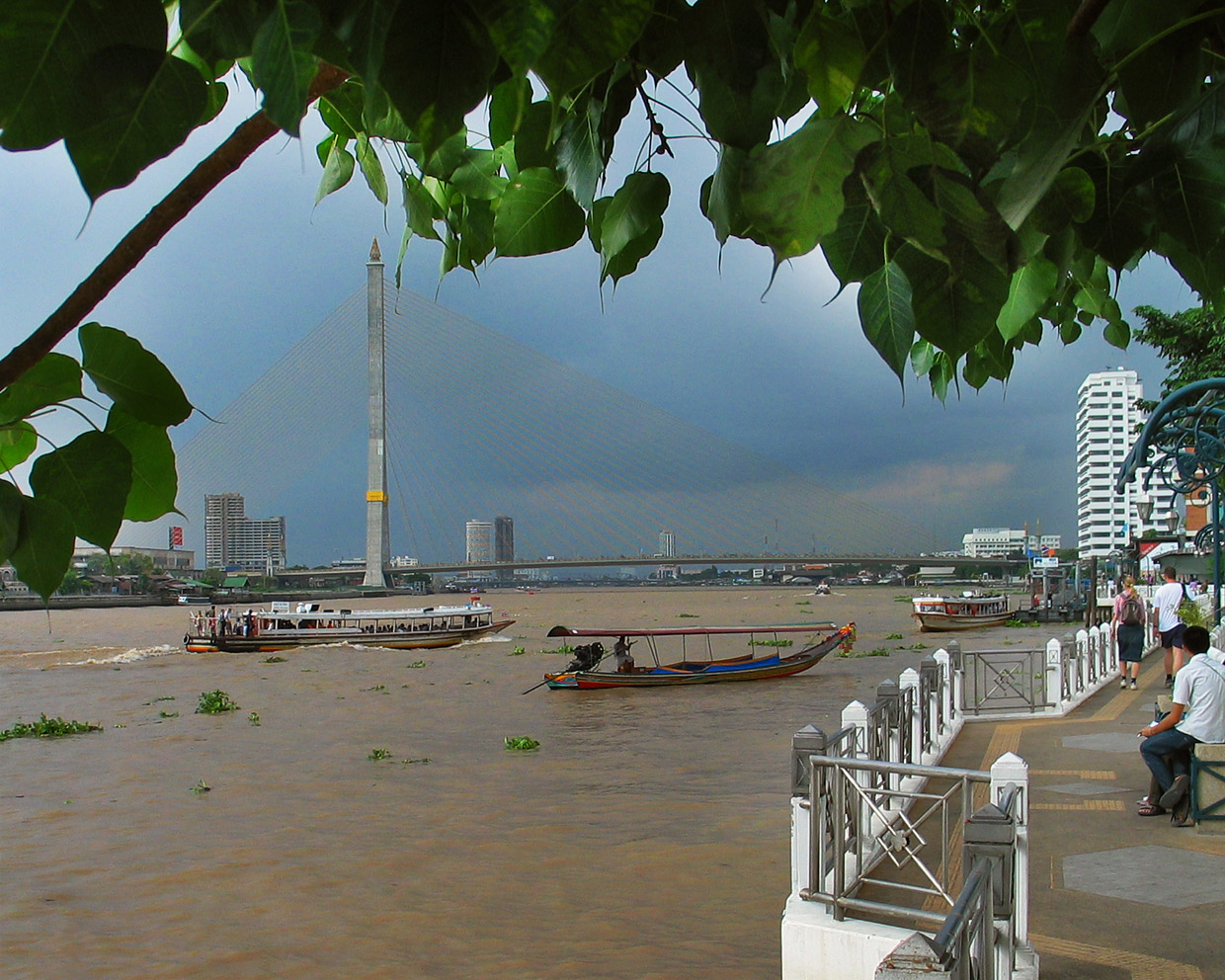

Чаопхра́я, Менам Чаопхра́я (RTGS: Maenam Chao Phraya, вимова [mɛ̂ːnáːm tɕâːw pʰráʔ.jāː] ( прослухати) або [tɕâːw pʰrā.jāː]) — річка на півострові Індокитай, найбільша в Таїланді.
- Довжина близько 1200 км (від витоку головної притоки Менам-чао-Прая — р. Пінг — близько 1500 км).
- Сточище близько 150 тисяч км².
- Середня витрата води в нижній течії близько 2700 м³/сек.

Витоки на схилах хребта Кхунтхан і в межах нагір'я Фінаннам; тече із півночі на південь головним чином в межах Менамської низовини, впадає в Бангкогзьку бухту Сіамську затоку Південнокитайського моря, утворюючи дельту, яка через велику кількість наносів висувається в морі на 30—60 см на рік. Живлення дощове, режим мусонний. Повноводна з травня по листопад, у жовтні — листопаді значна частина дельти затоплюється паводковими водами; найнижчі рівні води у квітні. Використовуються для зрошування (головним чином рисових полів).

## Міста
- Бангкок
- Аюттхая